# マイク・ハッカビー
マイケル・デイル・"マイク"・ハッカビー（Michael Dale "Mike" Huckabee, 1955年8月24日 - ）は、アメリカ合衆国の政治家・聖職者・司会者である。所属政党は共和党で2025年より駐イスラエルアメリカ合衆国大使を務める。元アーカンソー州知事。宗教は福音派で南部バプテスト。同派の牧師でもある。

## 経歴・政策
1955年8月24日にアーカンソー州ホープという小さなコミュニティーで誕生する。父のドーシー・ワイルズ・ハッカビーは消防士で母のメイ・（エルダー）ハッカビーはガス会社で働いていた。また彼には現在小学校の教師をしているパトリシア（パット）・ハッカビー・ハリスと言う妹がいる。貧しい貧困層で育った。貧しいながらも彼と妹の幼少期は家族の愛情を受けて育った。ホープの高等学校を卒業すると、ワシタ・バプテスト大学に進み、ジャネット・マケイン（旧姓）と出会い交際の末、1974年に結婚した。大学卒業後のハッカビーは結婚したジャネットと一緒にテキサス州ダラスの南部バプテスト神学校に行き、ハッカビーはそこで神学校で学ぶが、中退して著名なテレビ伝道師であるジェームズ・ロビソンのスタッフとなった後、1980年から1992年までは、バプテスト教会の牧師として活動、アーカンソー州バプテスト連盟の会長職も務めた。
政治キャリアのスタートは1992年の上院選挙で、アーカンソー州の共和党候補として初出馬するが敗北。翌年、大統領就任に伴い同州知事を退任したビル・クリントンの後任にジム・タッカー副知事が昇格したため行われた副知事選挙で勝利し、1994年には再選を果たした。
当初は1996年の上院選挙への出馬を予定していたが、タッカーがホワイトウォーター疑惑に絡んで退任すると州知事に昇格し、以後再選を重ねて2007年1月まで務めた。ハッカビーとクリントンは政治的信念を異にする一方でアーカンソー州ホープの出身で共に州知事を務めた共通点がある。社会問題の多くにおいては、共和党内きっての保守派として知られ、妊娠中絶・同性婚を非とする。創造論を信じており、「個人的にはダーウィンの進化論に賛成しない」「学生は創造に基づいた理論の授業（ID理論）を受けるべき」との見解を示している。
また、親イスラエル派でもある。2009年8月にイスラエルを訪問した際にはパレスチナの独立に反対すると発言した。2011年1月31日には、エルサレムでの入植活動を推進する団体「エルサレム開拓プロジェクト」の招待を受けて、共和党支持者として有名な俳優のジョン・ヴォイトと共に、エルサレムを訪れてユダヤ人入植者らを前に講演した。講演でハッカビーは、「私がアメリカ人だから、キリスト教徒であるから、白人であるから、英語を話すからとの理由でアメリカの特定の場所に住むことができないなど想像も出来ない」と述べ、「神から与えられた土地」を併合する権利がユダヤ人にはあるという入植者たちの見解を支持した。また、エルサレムはイスラエルの「永遠の首都」であるとし、エルサレムの東西分割に反対するとした。
しかし移民問題で不法移民の子弟の教育機会を重視したり、州知事時代の社会保障や税制政策において、やや「大きな政府」を志向する傾向が見られ、またブッシュ政権の外交を「傲慢」であるとして批判するなど、共和党保守派とは一線を画する独自の政策傾向も持つ（大統領選の項も参照のこと）。

### 駐イスラエル大使
2024年11月12日、翌2025年1月に大統領に就任することが決まったドナルド・トランプより、駐イスラエル大使に指名された。
2025年4月9日、上院は53対46でハッカビーの駐イスラエル大使就任を承認した。同月17日、イスラエルに到着。同月21日、イスラエル大統領イツハク・ヘルツォグに信任状を提出した。

## 大統領選挙出馬
州知事退任に伴い2007年1月28日に2008年アメリカ合衆国大統領選挙への出馬を表明した。当初は泡沫候補の一人に過ぎなかったが、宗教保守派が支持できる本命候補が不在と言われる中、当初期待を受けたフレッド・トンプソンが尻すぼみとなると、一躍保守の本命として支持を集め始め、それとともに州知事時代の実績や巧みな弁舌、集会でベースギターを演奏するなどといった親しみやすさ、好感度の高さが全国レベルでも注目を集めていき、11月以降支持が急上昇、討論会などでも高評価を得た。
ハッカビーは対立候補に対する個人攻撃は避ける傾向にあったが、序盤戦で同じように優位に立つミット・ロムニーに対しては死刑制度や妊娠中絶で選挙後意見を変えたことを問題視して批判を強めた。社会政策について具体的に言及する一方、経験の少ない外交・安全保障政策については多くを語ってこなかったが、2007年12月には「フォーリン・アフェアーズ」に寄稿し、イラク政策については、陸軍やジョン・マケイン上院議員が主張している兵力増強論を支持し、早期撤退論は危険だとの認識を示した。また、マケインに対してはかつての輝かしい軍歴や、同戦争を一貫して擁護し続けているぶれない姿勢を高く評価している。その一方で、イランの核武装については経済制裁の余地に言及しながらも、対話を通じた解決は可能との認識を示し、イランへの強硬姿勢を崩さないブッシュ政権を批判した。これに対し、ライバルであるロムニーが「大統領に対し非礼節」と応酬した。
2008年1月3日に行われた緒戦のアイオワ州党員集会でミット・ロムニーに圧勝して全米を驚かせた。余勢を駆る形で保守色が色濃い1月19日投票のサウスカロライナ州予備選挙の勝利を狙ったが、ジョン・マケインに敗北を喫した。2月5日に実施された、全米21州での予備選挙・党員集会、いわゆるスーパーチューズデーでは、大規模州でマケインが大勝し大勢が決まったが、ハッカビーも地元のアーカンソー州・ジョージア州など南部5州を獲得し、マケインの保守層からの支持の脆弱さを示すことになった（このことが、後のサラ・ペイリンアラスカ州知事の副大統領候補起用につながる）。その後も選挙戦継続の意思を示し、カンザス州の党員集会、ルイジアナ州の予備選で勝利したが、3月4日にテキサス州など4州での予備選挙でマケインに敗北した後、選挙戦からの撤退を表明。これにより、マケインの指名獲得が確定した。なお大統領選挙では俳優のチャック・ノリスが応援団長を務めた他、サウスカロライナ州のデービッド・ビーズリー元知事や、フォーカス・オン・ザ・ファミリーのジェームズ・ドブソン代表、テキサス州の新聞「ダラス・モーニングニュース」がハッカビー支持を表明していた。
大統領選挙は敗北に終わったが、2007年の暮れまで2パーセントから3パーセント程度の支持しかえられていなかったことを考えると、今後の政治生命に大きくプラスに働いたことは確かで、今後の動向に大きな注目が集まっている。上院選挙への出馬が取り沙汰されている他（ただし本人は繰り返し否定）、マケインの指名獲得が確実になって以降は、副大統領候補としてもしばしば名前が挙がっていたが、大統領選挙の本戦はFOXニュースのコメンテーターとして迎えた。撤退後の2008年6月に来日、教育問題や大統領選の展望について講演。10月からはFOXニュースの週末にトーク番組「Hackabee」のホストとして出演している。2012年に予定される次期大統領選の共和党有力候補ともされてきたが、本人は出馬を否定している。
2012年アメリカ合衆国大統領選挙では共和党の最有力候補として世論調査でも高い支持率があり、出馬の推測がなされていたが、彼は2011年5月14日に出馬を否定して、出馬しなかった。
2015年5月5日に2016年アメリカ合衆国大統領選挙への出馬を表明した。2016年2月1日、同選挙からの撤退を表明する。

## キャピトル・オフェンスとしてのバンド活動
ハッカビーは若い頃の学生時代から趣味でベースギターを弾いていた。1996年にアーカンソー州知事だったハッカビーと彼の幹部スタッフらで『キャピトル・オフェンス』と言うクラシック・ロックのバンドを結成し、ハッカビーはベースギターを担当していた。ハッカビーの選挙運動から政治的なイベントやパーティーなどで演奏が披露されていた。2008年アメリカ合衆国大統領選挙でもハッカビーは得意のベースギターを弾いて自身の選挙アピールをしていたが、2013年にバンドは解散した。

## 体型
元々ハッカビーは若い頃は太っておらず痩せていたが、太りはじめて肥満体になっていった。肥満体になって糖尿病も患っているが、2008年アメリカ合衆国大統領選挙出馬の際には大幅なダイエットに成功してスマートな体型であった。しかし、大統領選挙が終わった後は、現在に至るまで再び肥満になってしまっている。因みに2人の息子であるジョン・マークとデイビッドも肥満体である。

## 家族
妻はジャネット・マケイン・ハッカビーで、子供に長男のジョン・マーク・ハッカビー、次男にデイビッド・ハッカビー、長女にサラ・ハッカビー・サンダースとなっており、黒のラブラドール・レトリーバーの犬を1匹飼っている（また以前は別の犬を飼っていた）。
長男のジョン・マークは俳優や作家などでも活躍し、アクション映画『バックラッシュ (1996年の映画)』に悪役で映画に初出演し、2014年の『America: Imagine the World Without Her』にも出演。作家としては『Charlie Muse』 、『An Eye for an Eye』などに関わり、2005年には脚本制作にピコ・フェローシップ（Piko Fellowship）を授与された5人の1人であった。 また、2013年に設立した映画などのエンターテイメント産業の製作会社President of ProConのCEOを勤める 。父親の選挙でも運動員として手伝う。
次男のデイビッドはモーゲージ・ブローカーである。また動物保護法律基金は彼が18歳の、ボーイスカウトのカウンセラーとして仕事を時、キャンプに来た野良犬を19歳のクレイトン・フラッディーと一緒に拷問して、吊るし上げて殺したと主張していた。野良犬の殺害があった事はハッカビーは認めているが、デイビッドの友人のフラッディーが最終的にすでに弱っていた野良犬の殺害したので息子は関与していないと否定していた。
長女のサラは2008年の大統領選挙で父親の政策ディレクターを務めたブライアン・サンダーズと結婚した。2人の子供もいる。現在でも父親の選挙で運動員として手伝うほか、ドナルド・トランプ政権でホワイトハウス報道官を務めた。